# 碧春酒
碧春酒是贵阳市所产的麸曲酱香型白酒，和筑春酒、黔春酒、一起称为贵州老三春。和其他老三春一样，碧春酒也是 大跃进至文化大革命期间为扩大茅台生产而推行茅台异地生产试验的结果。为扩产除试验异地生产外，还尝试了用不同原料以增加原料来源，贵州老三春也被授予此项任务；碧春酒就是以茅台酿造工艺生产的麸曲酱香型白酒，因口感接近茅台而被称为小茅台。